# 전용순
전용순(全用淳, 1901년 9월 17일 ~ 1962년 1월 27일)은 대한민국의 기업인, 정치인이다. 제5대 국회의원이다.

## 생애
1901년 개성에서 태어났다. 일본에 건너갔다가 1923년 관동 대지진 이후 조선으로 돌아와 조선 박람회의 광고 수입과 병원 경영 등으로 큰 돈을 벌었다. 경성약화학연구소를 창업해 나중에 이름을 금강제약소로 바꾸었다. 금강제약소는 신약을 개발하는 한편 마약성 진통제인 네오페지날로 큰 돈을 벌었지만, 해방 후인 1947년 포도당 주사인 ‘후르덱신’ 제조 과정상의 문제로 환자가 사망하는 사건이 일어나면서 이듬해인 1948년 폐업했다.

## 학력
- 개성만월공립보통학교 졸업
- 선린상업고교 3년 수업

## 경력
- 조선총독부의사시험합격
- 금강제약창설사장
- 대한상공회의소회두
- 미군정장관경제고문
- 한국경제기업위원
- 금강무역(주)사장